# Masakr v Sindžáru

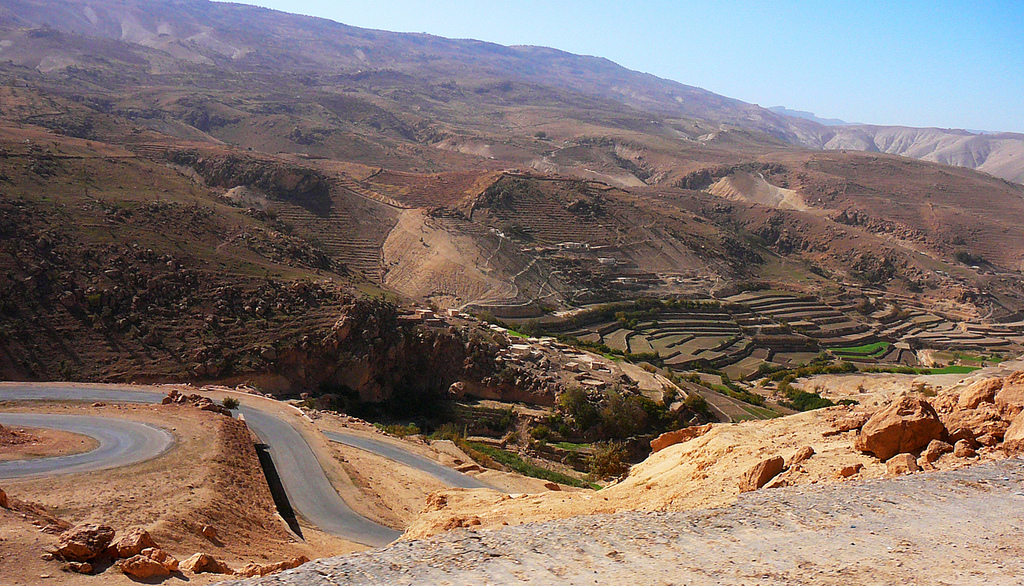
Sindžár, kde se masakr odehrál

Masakr v Sindžáru bylo zabíjení 2 000–5 000 jezídských mužů ve městě Sindžáru v guvernorátu Ninive ozbrojenci z Islámského státu v srpnu 2014. Událost začala 3. srpna během Irácké krize v roce 2014, kdy byl Sindžár a přilehlá města obsazen Islámským státem.
8. srpna 2014 zahájily Spojené státy americké nálety na pozice a jednotky ISIS v severním Iráku, které vedly k válce proti Islámskému státu. Asistence kurdských a amerických sil umožnila většině z 50 000 Jazídů, obklíčených ISIS v pohoří Džabal Sindžár, uniknout do bezpečí.
17. prosince 2014 zahájily jednotky kurdské Pešmergy, PKK a Lidové obranné jednotky s podporou amerického letectva ofenzivu s cílem obnovit kontrolu nad Sindžárem.